# グリーンピア南紀
グリーンピア南紀（グリーンピアなんき）は、和歌山県那智勝浦町・太地町にかつて所在したグリーンピアの施設である。

## 概要

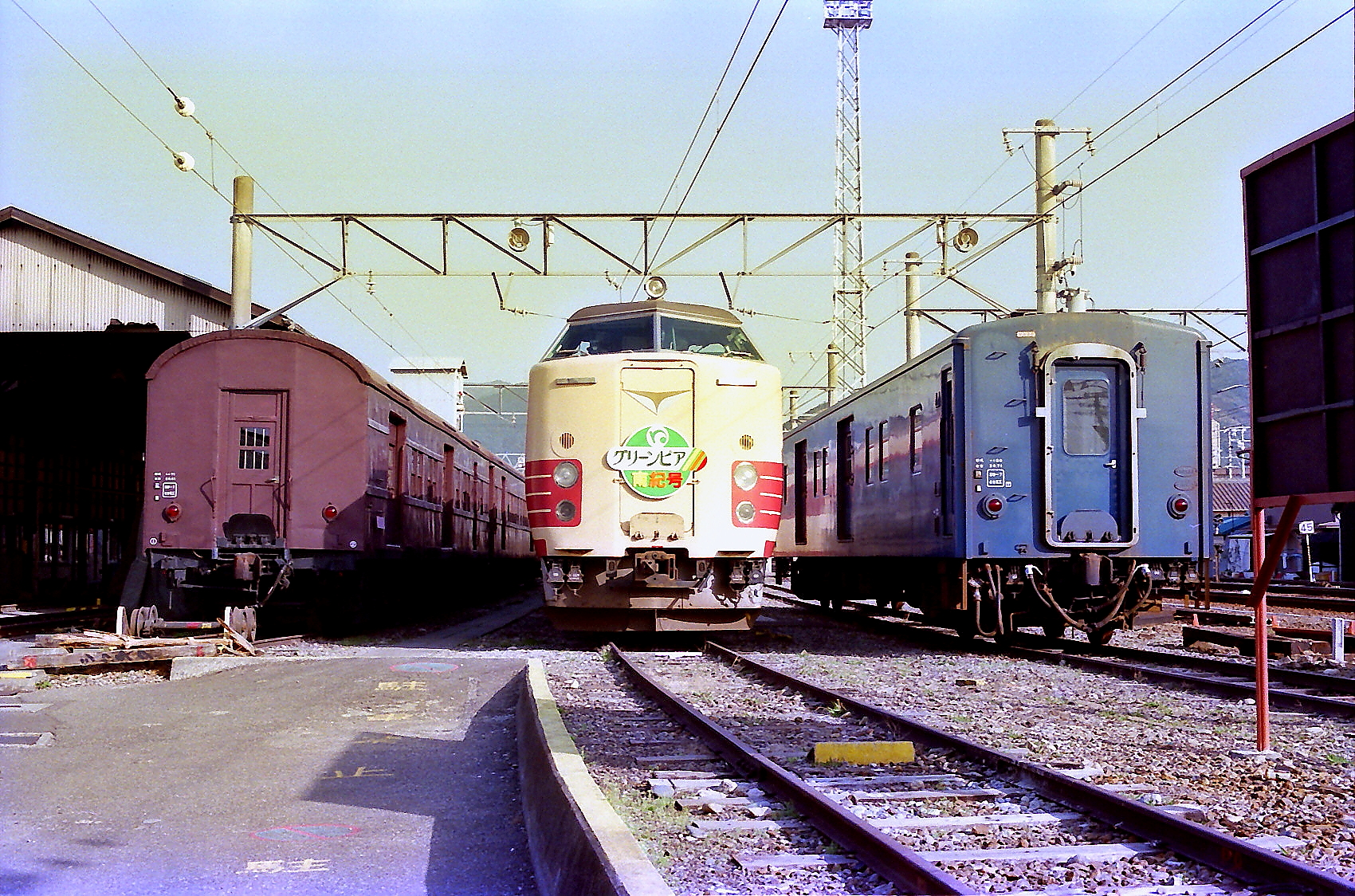
「グリーンピア南紀号」
建設を記念して運行された臨時列車
紀伊田辺駅、1986年

1986年（昭和61年）、公的年金を原資として122億円をかけて建設。ホテルをはじめ、キャンプ場やスポーツ施設などを備えていた。隣接して「国民年金健康保養センターくまのじ」が所在した。
しかし資金難から、2003年（平成15年）3月末をもって運営停止。政府がグリーンピア全施設を廃止・売却することを決定したため、2005年（平成17年）7月に那智勝浦町・太地町へ譲渡された。
2011年（平成23年）には、台風12号の被害を受けた住民向けに、避難所として一時使用されていた。
2016年（平成28年）10月、日本鯨類研究所が跡地に鯨類研究支所を2021年（令和3年）までに設置することで、太地町と合意した。
2021年5月現在、太地町が所有する跡地は、スポーツ施設「紀南大規模年金保養基地跡地」として活用されている。

## 那智勝浦町の跡地開発問題
保坂展人は衆議院議員時代、2007年に「那智勝浦町が中国系ペーパーカンパニーのボアオと、二階俊博経済産業大臣室で賃貸借契約を交わした」「その後、別荘地として開発するとされたまま、実態のないペーパーカンパニーにより放置されている」と問題視した。保坂は2009年にも厚生労働委員会でグリーンピア南紀の跡地開発問題について質問した。
グリーンピアの施設売却に際しては、条件として公共利用と10年間の転売禁止が義務付けられていた。しかしグリーンピア南紀の跡地は、賃貸契約終了後の2015年に無償で業者へ譲渡されるという異例の契約となっていたため、地元で批判が高まった。那智勝浦町議会は契約撤回へと動き、2007年（平成19年）11月1日の町議会特別委員会で、中村詔二郎町長から賃貸借契約を解除する話し合いがまとまったことが報告された。
これに対し、ボアオは町を相手取り2億8,000万円の補償を求めて東京簡易裁判所に民事調停を申し立てた。町は1億7,000万円で調停に合意し、町議会の臨時議会で補正予算が可決。ボアオは初期投資額に加え、諸費用と950万円の解決金を上乗せして町民の税金から回収するという事態となった。
その後、紀南大規模年金保養基地利活用検討委員会は、跡地の開発を委託する業者を公募。大阪市の2社と、和歌山市、新宮市、三重県松阪市の各1社から応募があったが、大阪市と新宮市の1社はのちに辞退し、和歌山市の運輸建設業「湊組」1社に絞ったものの最終決定はしなかったことを、地元紙の『紀伊民報』が報じた。